# Fortín de Juárez, Santa Lucía Monteverde
Fortín de Juárez är en ort i Mexiko.   Den ligger i kommunen Santa Lucía Monteverde och delstaten Oaxaca, i den sydöstra delen av landet, 300 km sydost om huvudstaden Mexico City. Fortín de Juárez ligger 1 601 meter över havet och antalet invånare är 200.
Terrängen runt Fortín de Juárez är varierad. Runt Fortín de Juárez är det ganska glesbefolkat, med 27 invånare per kvadratkilometer. Närmaste större samhälle är Villa Chalcatongo de Hidalgo, 19,3 km nordost om Fortín de Juárez. I omgivningarna runt Fortín de Juárez växer i huvudsak blandskog.